# Inter-African Force
Die Inter-African Force war eine afrikanische Friedenstruppe, die nach dem libyschen Rückzug im tschadischen Bürgerkrieg im Gefolge der Friedensverhandlungen zwischen Goukouni Weddeyes (GUNT) und der FROLINAT Hissène Habrés im nigerianischen Lagos und in Kano unter Schirmherrschaft der OAU vereinbart wurde. Sie bestand schließlich aus 2000 Nigerianern, 700 Zairern und 600 Senegalesen; die ebenfalls ursprünglich zur Intervention bereiten Staaten Kongo, Benin, Guinea und Togo beteiligten sich aus unterschiedlichen Gründen nicht, nicht in vereinbartem Umfang oder verspätet.
Aufgrund eines inexakt formulierten Mandats und dem Bestreben der truppenstellenden Länder, Kämpfe zu vermeiden, konnte die Friedenstruppe ein Wiederaufflammen des Bürgerkrieges nicht vermeiden. Habré erlebte ein militärisches Comeback und konnte schließlich die Macht an sich reißen.

## Entstehung und Entsendung
Im Rahmen der Friedensverhandlungen 1979 kamen die Kriegsparteien überein, dass sich die libyschen und französischen Truppen zurückzuziehen und durch eine afrikanische Friedenstruppe ersetzt werden sollten. Aufgrund mangelnder Lufttransportkapazitäten einiger Entsenderländer (Benin, Guinea, Togo) wurden Dritte damit beauftragt. Nur fünf Länder (Kamerun, Liberia, Libyen, Niger und Sudan) erbrachten die von der OAU geforderte Beteiligung in Höhe von 50.000 $ zur Finanzierung der Operation. 1979 entsandte Nigeria unilateral eine Friedenstruppe in den Tschad, die nachträglich von der OAU mandatiert wurde. Anfang 1980 wurde ein verstärktes kongolesisches Bataillon von algerischen Transportflugzeugen nach N’Djamena verlegt und unter das Kommando des äthiopischen Fregattenkapitäns Dawit Gebre Igzabhier gestellt. Nachdem die Kämpfe wiederaufgeflammt waren, half Frankreich bei der Evakuierung der kongolesischen Truppen. Guineas Truppen sollten von den nigerianischen Luftstreitkräften transportiert werden, Nigeria weigerte sich aber, diese Leistung zu erbringen, solange Franzosen im Tschad und insbesondere am Flughafen N’Djamena stationiert waren.
Auf dem OAU-Gipfel im Juli 1980 in Freetown wurde eine erneute Mission beschlossen. Wieder sollten Guinea, Benin, Kongo und Togo Truppen entsenden.
Aufgrund der fortbestehenden logistischen und finanziellen Probleme entsandten schließlich nur Nigeria (mit US-Unterstützung), Zaire und Senegal (mit französischer Hilfe) Truppen.

## Ergebnis
Nach dem UN-mandatierten Einsatz im belgischen Kongo ONUC war die Inter-African Force der erste Versuch der OAU zum Finden einer regionalen Friedenssicherungslösung. Die Erfahrungen dieser Friedenstruppe halfen bei späteren regionalen Friedensinitiativen (z. B. bei der ECOMOG).